# Municipio de East River
El municipio de East River (en inglés: East River Township) es un municipio ubicado en el condado de Page en el estado estadounidense de Iowa. En el año 2010 tenía una población de 254 habitantes y una densidad poblacional de 3,19 personas por km².

## Geografía
El municipio de East River se encuentra ubicado en las coordenadas 40°41′32″N 94°57′48″O / 40.69222, -94.96333. Según la Oficina del Censo de los Estados Unidos, el municipio tiene una superficie total de 79.56 km², de la cual 79,53 km² corresponden a tierra firme y (0,04 %) 0,03 km² es agua.

## Demografía
Según el censo de 2010, había 254 personas residiendo en el municipio de East River. La densidad de población era de 3,19 hab./km². De los 254 habitantes, el municipio de East River estaba compuesto por el 96,85 % blancos, el 1,57 % eran afroamericanos, el 0,39 % eran asiáticos y el 1,18 % eran de una mezcla de razas. Del total de la población el 0 % eran hispanos o latinos de cualquier raza.